# Hadena tuana
Hadena tuana là một loài bướm đêm trong họ Noctuidae.